# Instantanés pour Caltech
 (mars 2015).
Si vous disposez d'ouvrages ou d'articles de référence ou si vous connaissez des sites web de qualité traitant du thème abordé ici, merci de compléter l'article en donnant les références utiles à sa vérifiabilité et en les liant à la section « Notes et références ».
Instantanés pour Caltech est le 8e album de la série de bande dessinée Natacha de François Walthéry, Étienne Borgers et Jidéhem. L'ouvrage est publié en 1981.

## Résumé
A bord du vol BARDAF BA 792 à destination de New York les passagers sont calmes, excepté Walter, tout excité à l’idée de passer 3 semaines de vacances aux Etats-Unis. En essayant son appareil photo, il prend un cliché qui va changer son programme : une lueur dans le ciel qui disparaît aussi rapidement qu'elle est apparue. Avec Natacha, il se rend en Californie, où ils ont rendez-vous avec le professeur Warring de CalTech, un spécialiste en astrophysique et en recherche sur les O.V.N.I.s. Mais les photos prises vont aussi éveiller l’intérêt du F.B.I. et amener Natacha et Walter vers une mystérieuse découverte…

## Personnages
- Natacha et Walter sont les personnages principaux de la série, Hôtesse et steward de la BARDAF. Walter est lors de cette histoire parti pour des vacances aux États-Unis.

- Professeur Andrews Warring : spécialiste en astrophysique à CalTech, il fait des recherches personnelles sur les O.V.N.I.s. C'est une caricature de Frédéric Jannin, un dessinateur de bande dessinée belge.

- Sergio : Agent du FBI. Caricature de Sergio Aragones, un dessinateur de bande dessinée hispano-mexicain (du magazine Mad).

- Klay : Andros spécialiste en psychologie humaine

- Jack Eagle : Dépanneur qui prend en stop Natacha après son altercation avec le FBI.

- Bob : Assistant du Pr. Warring

- Molly : Assistante du Pr. Warring

- Commandant Turbo : Commandant de bord de la compagnie BARDAF

- Legrain  : Copilote de la compagnie BARDAF

### Documentation
- Alain De Kuyssche, « Natacha : Des petits miquets à l'âge adulte », dans Natacha t. 3 : Voyages à travers le temps, Dupuis, 2009 (ISBN 978-2-8001-4272-2), p. 2-30.